# Srbinjak
Srbinjak (italienisch: Serbignaco) ist ein Dorf in der Gemeinde Tinjan der Gespanschaft Istrien im heutigen Kroatien. Das Dorf liegt etwa 18 km östlich vom Strand der Adria entfernt, 20 km östlich von der nächsten größeren Stadt Poreč und 5 km südwestlich von Tinjan. Srbinjak hat etwa 40 Einwohner und zwölf für die Region typische Steinhäuser, die auch zur Vermietung an Touristen genutzt werden. Haupteinnahmequellen der Einwohner sind der Weinanbau und der Tourismus. Es herrscht mediterranes Klima.